# 三饶镇
三饶镇，是中华人民共和国广东省潮州市饶平县下辖的一个行政建制镇。

## 行政区划
三饶镇下辖以下地区：
三饶社区、凤岭村、南联村、南新村、溪西村、燕坑村、在城村、溪东村、粮田村、官田村、河口村、新塔村、马岗村、径口村、楼园村和芽坑村。
2017年时，韩江林场因社会职能分离，其代管的黄坪、桃园、坪溪等3个村委会移交三饶镇政府。11月10日，饶平县人民政府在三饶镇政府四楼会议厅举行3个村委会的交接仪式。11月18日上午，三饶镇党委书记黄序谋带领镇班子成员、部门负责人共20多人前往韩江林场，对接管各项工作深入进行对接。2018年1月3日，饶平县人民政府办公室下发相关通知。

## 本地概述
三饶镇位于饶平县境北部，曾是饶平县县城所在，县治史长达475年。
三饶原是县内上饶、中饶、下饶的统称。今县治在下饶也，曰三饶太平矣。
三饶镇是国家小城镇经济综合开发示范镇、省中心镇、国家发改委首批立项"省级低碳产业示范园区"，是中国日用陶瓷出口之乡和潮州--中国瓷都的重要组成部分。

## 本地語言
三饶镇地區現已潮州話為主要語言。清朝末期三饶镇居民以潮州、客家及少數畬族混居，清末语言由客家话轉變為潮州话過渡時期，后期则改讲潮州话。
早年三饶地區，多為客家地區移入，后来随着县城的建设，潮汕话的人口也随之迁入，挟带着政经与人口优势，这个县城逐渐地转向为潮汕方言。

## 信仰
南联村
- 宝云寺:供奉观世音菩萨、土地神

径口村
- 金岭寺:供奉观音娘娘
- 三山国王宫:供奉三山国王

官田村
- 矜豪庙:供奉国姬夫人
- 陈璧娘庙:供奉陈璧娘

祠堂村
- 佛祖庙:供奉佛祖
- 将军庙:供奉将军

河口村
- 太祖庙:供奉赵匡胤

三饶社区
- 城隍庙:供奉城隍爷
- 孔庙:供奉孔子

新塔村
- 东岳庙:供奉东岳大帝

## 姓氏由來
陳姓，南宋期間，開漳聖王陳元光第二十三世孫陳洪進由福建漳州遷饶平县三饒鎮。陳洪進裔孫派衍陳元先、陳亨文、陳利端、陳貞吉四大支派。
陳姓，“南院派”陈姓奉祀的始祖陈邕(646-740)，于开元二十四年(736)携眷人闽。始居福建兴化，后移福建泉州惠安社坛。陈邕十二世孙陈洪进(公元914-985年)，福建仙游县人，曾任泉州马步行军都校、清源(今福建泉州市)节度使。陈洪进次子陈宗庆生子陈坦，号文靖，宋哲宗绍圣四年登进士，官海阳县(今潮安县)知县，授文林郎。陈坦任满同卜居海阳县秋溪都之鹳塘乡(今属官塘镇)。陈坦派下笔山系陈氏裔孙分衍他乡有澄海的樟林、盐灶，饶平的黄冈、苗田(今新圩)、三饒灰楼、井洲。
黃姓， 黃文夔，字昌瑞，諱天祥，固始人，唐元和間任漳州路雲霄總管，道經蘇州之九街，娶趙氏，生蘇祖；抵於漳之篁坑，娶林氏，生漳祖；游於潮之三饒，娶杜氏，生潮祖，後定居江東篁坑(今漳州市龍海市角美鎮)。黃文夔生三子，長子傳度，居蘇州，為蘇派祖；次子傳護，居漳州篁坑，為漳派祖；三子傳保，居潮州，為潮派祖，三派因之稱為「三黃」。三黃派也因黃文夔曾祖、同知樞密院事黃杰稱「黃杰派」，於漳州亦稱篁坑黃氏。這一派立黃建饒為始祖，道韻黃氏開基祖為漳州篁坑黃氏傳護公十代孫黃建饒，於元朝延佑元年（1314年）由福建漳州篁坑隻身遷徙入粵，娶燕坑姜氏媽，有子三個，名光裕、光華、光烈，定居海陽元歌都道韻鄉。
黃姓， 黄诏全第五代裔孙从福建诏安下葛至饶平县三饒东山埔创村。
黃姓， 冽井公，由福建泉州经漳州入潮州，先住苏湾都南砂寨(今属澄海溪南镇)，派分海阳（潮安）、沙头（汕頭）、埭头（汕頭澄海）、樟林（汕頭澄海）。宗太公，冽井公之子，宗太公子肇元迁饶阳（饒平縣）、子嗣享迁汕頭澄海樟林北联子全负(居汕頭南砂)。潜典公，生南饶，八世祖南饶公由潮州澄海南砂迁饶城(今之饒平三饶)西门六桂社。生子怀实。怀实公，生特奖、坤仪。十世祖特奖公由饶城迁居潮安凤凰松柏下乡立族現已传三十代。
黃姓， 黄通，1187年生于循州（今广东龙川县），1190年随父母落籍海阳县丰顺程径圹(今丰顺县龙岗镇)。后裔分派饶平径口(三饶)，又分福建诏安、枫林、寮里、厚泽、平林、庄美和员教。
邱姓， 北宋中期，邱烋秀由河南光州固始，遷居福建莆田，南宋紹興二年（1132年），邱氏先祖從福建泉州南安岩田鄉(溪美鎮)遷入今饒平縣三饒鎮。
廖姓， 元末明初，廖创饶从福建莆田移至廣東饶平县三饒溪东旧创居。
蔡姓， 河南陈留蔡大业之子蔡允恭迁入福建龙溪新恩里屿头（今龙海市）为入閩祖。蔡元鼎，号蒙斋，福建漳浦县蔡坑(今赤岭前园村蔡坑)大帽山人。裔孙繁衍昌盛，包括广东潮州饶平黄冈蔡厝围、黄冈下市万成巷、饶平钱东上浮山、钱东下浮山、三饶粮田、上饶蔡子角、饶平海山渡头等余派，为福建漳浦蔡公允恭、蔡公元鼎后裔。
林姓， 元末明初，林古峰从福建漳州诏安下葛（今漳州诏安霞葛）移廣東饶平县三饶枫头定居创村，为入饶一世，至二世林来昭迁南陂定居祖厝创村。
林姓， 元末明初，林氏从宁化石壁村移至饶平县三饒马岗寨头定居。
林姓， 林评事(又名昉，林苇后裔)，生于清流县石壁村（今属福建省三明市）。宋末弃官于廣東大埔县林坑居之，林评事第十代孫林肇基移居东莆都（今潮州潮安区金石镇）前山村，子孙后移居弦歌都才豪乡（今饶平县三饶镇马岗乡才豪村)。
林姓，  宋末元初林昉第六世孫林彥亨親疏兄弟八人，由福建汀州寧化縣漁溪上鏡鄉遷廣東海陽縣弦歌都水口社坪上鄉，孫林彥亨子林根德（林五十九）後又遷石頭鄉金場嶺安石樓開基，為一世。千六明朝中期由坪上鄉遷大埔縣清遠都陳坑鄉大片頭又遷回水口社石頭鄉金場老屋裏（安石樓），千六生六子，大一、大二、大三、大四、大五、大六。明朝中期大一居大埔，千六同餘子又遷回水口社石頭鄉金場老屋裏（安石樓），分創饒平縣河口、東山、騰腳嶺、白花揚等地。
林姓， 福建莆田九牧长房苇公后裔，其先祖矩公，林评事公于宋神宗元丰年间迁入福建宁化石壁乡林家城定居。评事公于宋末理宗年代，从福建宁化石壁迁入广东海阳县(今大埔)大麻林坑村蕃衍。裔孙 林常泰（字百十七郞，移居饶平县弦歌都石钵子。
林姓， 林姓于清乾隆年间由饶平县新塘竹宅村移居至三饶燕坑村江西田。
陆姓， 明朝宣德年间（1426——1435年），陆氏从海阳深河(今潮州湘桥磷溪镇仙河)移居至饶平县三饒南山陆村。
张姓， 明宣德年间（1426——1435年），张氏居民由广州府从化县移至饶平县三饒南山陆村创村。
张姓， 宋末元初，张氏化孙公弟四子祥云任温州太守，其三子腾千(念三郎)于元朝延佑三年(公元1315年)十月初一由宁化县石壁村迁居至大埔县溪南埔。元末张子预由大埔迁至今饶平、其子孙再分迁葵坑、上饶和福建马堂乡又迁今三饶马岗。
张姓， 始祖张敦德则于明永乐年间自福建云宵埔尾迁徙入饶平县三饶马岗。
张姓， 张氏派衍福建平和县安厚马堂，后裔张宗惠迁广东饶平三饶马岗乡。
张姓， 明弘治九年（1496年）张氏先祖三十五郎，从福建省云宵莆美迁至广东饶平县浮山大坑村开基创业。辈序世传广远，与天合德。
杨姓， 杨氏原籍揭阳灰寨，后移南山张，明末由钱信云请来饶平三饒官田下杨定居，送田十八亩，因而移此创村。
卢姓， 先祖卢处信于南宋宁宗（西元1195－1224年）由江西迁至福建省汀州府宁化县石壁村。宋末元初，卢子春由宁化迁至广东省潮州府海阳县弦歌都，定居於今上饶镇康贝浮山。明代中期卢启燕从上饶百子桥迁入三饒南门创村，初创时称“连锦乡”，置县后，位於县城的南门外，故改名“南门卢”。
游姓， 北宋末，游氏先祖由江西芦林迁至福建汀州宁化石壁村。南宋时游文珀由宁化迁上杭县梅溪寨长滩。五七郎、五八郎由上杭迁广东潮州海阳县弦歌都，五八郎居饶平三饶金山。
钱姓， 为吴越王钱谬后代，钱谬传下至第14世钱弼，已近南宋末期，于宋理宗淳佑八年（1248）开始迁徙。先从浙江绍兴迁移至福建宁化石壁，至第16世钱惟谦，已是元朝至正之间（1341— 1368），再迁居于大埔湖寮。20多年后，于明代初年，惟谦长子钱完恪（第17世，讳阴，字则成），再南下拓业，定居于海阳（今饶平）之官田乡。
汤姓， 入饶始祖系学士汤浩仁、浩德两公，于元末明初从福建省漳州云霄迁徙入饶，分别开创饶平县柘林上汤和下汤，黄冈、三饶等地。
詹姓， 入饶始袓詹东潞，元初入饶。祖居饶平县钱塘、白水塘后徒上饶西瓜园。其先祖原居江西广昌县，宋靖康间，因避金兵寓福建宁化。宋末，东潞之父携八郎，九郎入海阳县(今潮安)。
王姓， 讓公居泉州開元寺曹巷，長子坦公宋初以事攜幼子萬璧窠居漳浦九都續移饒平黃岡，後移海陽縣登瀛(今潮安歸湖鎮)。庚一公復移饒之饒平海山黃岡，下至五世孫惟誥、惟修、惟和、惟精、惟一、惟平、惟志，和因倭亂奉母秦氏偕其弟兄，避於鳳凰山之東坑尾名為王厝島(今新塘乡东山村南侧)。六子惟贞创居三饶添宁寨。
倪姓， 明隆庆至万历年间，倪姓自饶平水帽(今钱东紫云)移居饶平三饶。
马姓， 唐末年间，马发第16代先祖从福建莆田迁居潮州府。子孙后迁今潮安、意溪中津、庵埠茂龙、沙溪生聚、饶平三饶马岗。
赵姓， 南宋淳熙(公元1174——1189年)年间，赵匡胤的第七代后裔、“伯”字派人物赵伯全奉宗室之命，率八子入潮州，居住在城内使和坊。 元代，十二世祖由宪，孟某長子。官副使，迁饶平南溪，于饶平隆都南溪(今汕头澄海隆都)创乡立业。十四世祖順鰍次子溥淵，號源清，裔孙于明朝永樂年間（1403－1424年），自澄海南溪遷饶平三饒官田鄉创居。
朱姓， 先祖朱熹居福建南平建阳考亭，裔孫朱铚 南宋末任汉阳县尉，因世乱而侨居福建平和九峰田心乌石(今苏洋田心社)开基立业，铚公次子朱濂，未仕，妣刘氏，生子三：长子开第，生子四：次子文焕，移居广东三饶（今饶平县）。
江姓， 金丰公长男江百八郎，妣周氏二娘孺人。宋元鼎革之际，江百八郎公率弟、子、侄等，远赴漳州，卜居漳浦县三都象头村（今福建省漳州市诏安县桥东镇仙塘村象头江）。后江百八郎公重返金丰故地，携次男江千十郎，溯金丰溪而上，居于上杭县金丰乡刀头村半径甲东山大路下（今福建省龙岩市永定区高头乡高东村）。金丰公第四男江百十一郎，妣胡氏九娘孺人，分在广东潮州饶平县弦歌都三饶村葛藤坳（今广东省潮州市饶平县三饶镇天马山下）居住。
纪姓， 明朝成化十三年（1477年），饶平建县，纪启创自来鸥汀背(今汕头龙湖鸥汀街道中南部）即到饶平创业，居住于天马山下(今三饶南山)，为饶平纪姓始迁祖。纪启创生有三子，长子居住于岭前南山,，二子居住于岭后葛藤埔(今饶洋镇)，三子居住于东洋屯(今浮滨镇)。
郭姓， 明朝末年，福建漳浦县郊乡有一名叫郭符甲的学者，其时为避战乱，流落于广东饶平县三饶田饶村，受聘舌耕，他博学多才又精通易学，见乡村屡遭水厄，致田园作物和临溪房屋受肆虐，于是郭符甲择吉在田饶村溪边立下一块“镇水石碑”，以祈风调雨顺。